# Noss (Mainland Shetland)

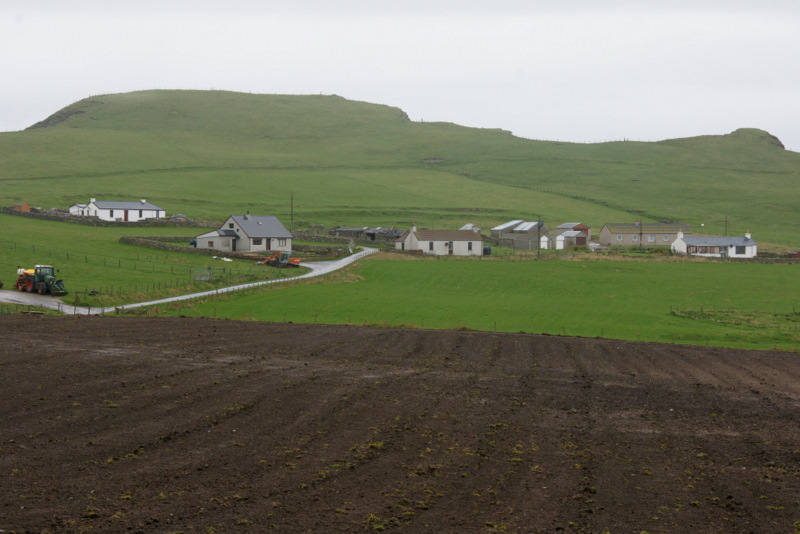
Blick auf den Ort

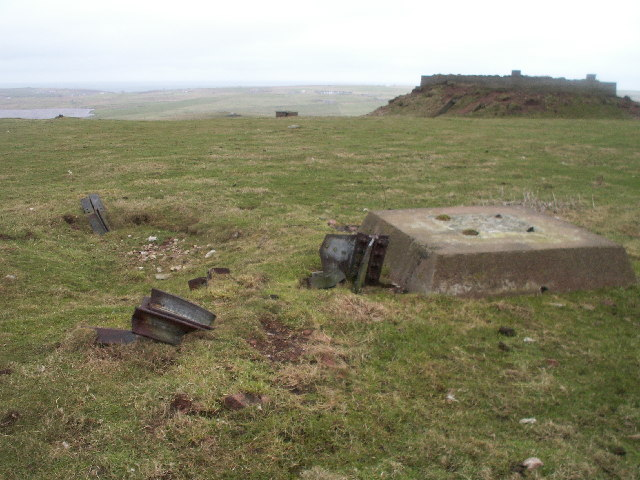
Reste der Radarstation

Noss ist eine Ortschaft, die in Schottland im Süden der Shetlandinseln liegt.

## Geographie
Noss liegt im Süden von Mainland an der westlichen Küste mit dem See Loch of Spiggie im Osten. Nach Sumburgh sind es 7 Kilometer im Südosten. Weitere Ortschaften in der Nähe sind Scousburgh und South Scousburgh im Nordosten sowie Hillwell im Südosten.

## Historisches
Im Rahmen der historischen Gliederung Schottlands in Civil Parishes zählt Noss zu Dunrossness. Während des Zweiten Weltkrieges wurde südlich des Ortes eine Radarstation betrieben. Die baulichen Reste wurden 2012 als Scheduled Monument eingestuft.